# Opolčenci
Opolčenci byli dobrovolní příslušníci bulharských vojenských jednotek v ruské armádě na Balkánském poloostrově během rusko-turecké války v letech 1877–1878.
Jednotky tvořilo mužstvo složené z bulharských dobrovolníků a velením byli pověřeni důstojníci ruské pravidelné armády. Opolčenci bojovali na straně Ruského impéria proti Osmanské říši za osvobození Bulharska. Jednalo se o nejvýraznější projev bulharského národně osvobozeneckého hnutí během rusko-turecké války.

## Vznik
Původcem plánu na organizaci, strukturu, úkoly atd. byl generálmajor Rostislav Fadějev a shrnul ji ve zprávě „Bulharské záležitosti v turecké válce“. Ruské ministerstvo války na jeho základě vypracovalo hlavní ustanovení „pro organizaci bulharské armády“ – projekt vytvoření bulharské ozbrojené síly s vojensko-policejní, zásobovací a pomocnou funkcí sestávající ze 3 brigád a 6 jízdních setnin. Předpokládalo se, že po osvobození se přemění v řádnou domobranu. Konečné rozhodnutí o zřízení bulharské milice přijal ruský car Alexandr II. 13. listopadu 1876jul. během setkání, kterého se zúčastnili velkokníže Nikolaj Nikolajevič a ministr války generál Dmitrij Miljutin.

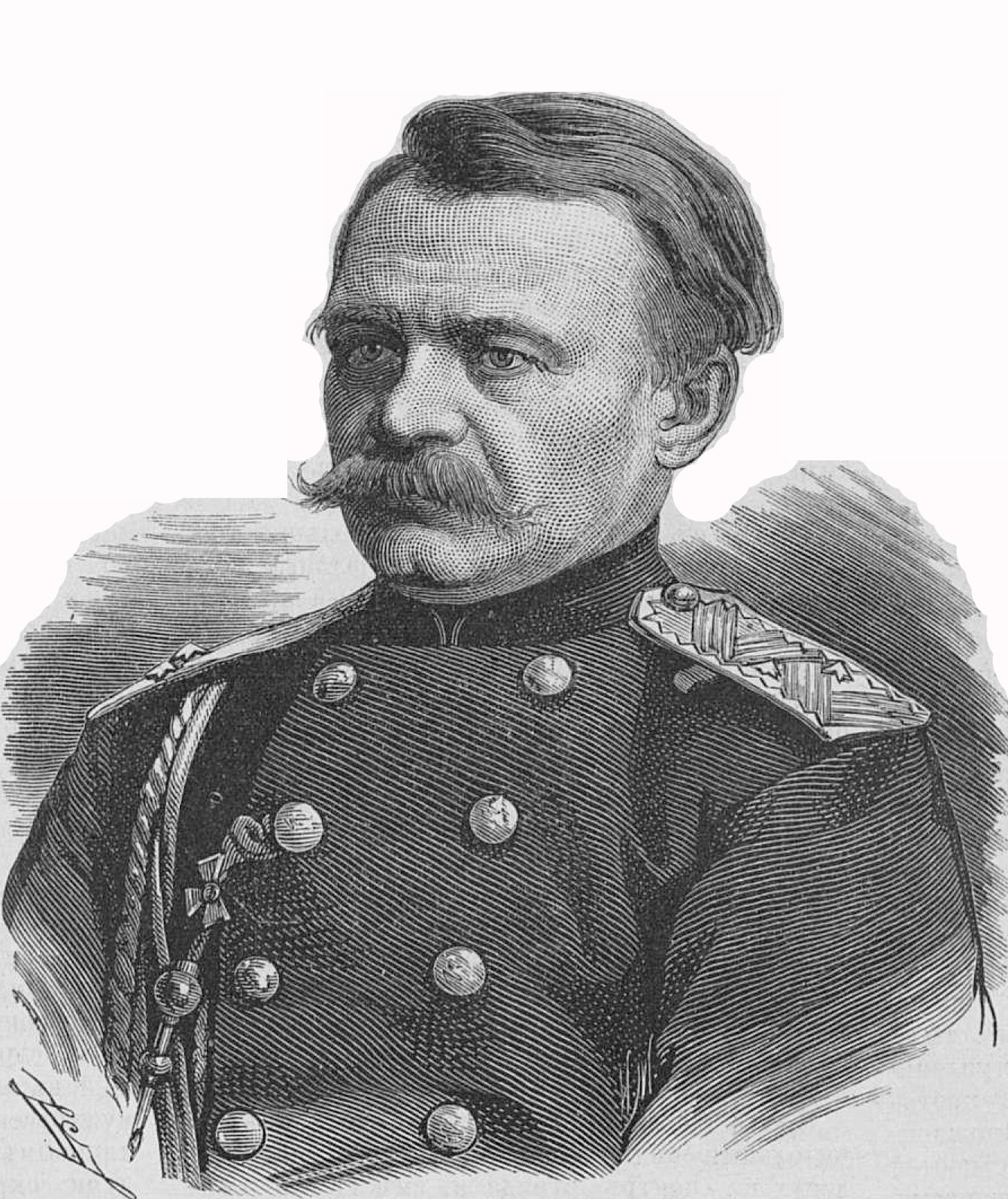
Generálmajor Nikolaj Stoletov, velitel bulharských opolčenců

Na podzim roku 1876 se v Kišiněvě shromáždilo asi 700 bulharských dobrovolníků, kteří byli podporováni kišiněvskou bulharskou společností za pomoci ruských slovanofilských organizací. První pravidelná jednotka byla zformována v Kišiněvě pod velením generálmajora Nikolaje Stoletova v polovině prosince 1876  a nazývala se Pěší konvoj pod vrchním velitelem knížetem Nikolajem Nikolajevičem. Měla asi 300 lidí, většinou Bulharů z Kišiněva a jižní Besarábie. Ostré nasazení konvoje je datováno 31. března 1877.
V den vyhlášení války 12. dubna 1877jul. se konvoj zúčastnil vojenské přehlídky v Kišiněvě za přítomnosti cara Alexandra II. v počtu asi 1 400 lidí, z toho polovina Bulharů z Ukrajiny a Besarábie. 17. dubnajul. 1877 velitel ruské armády na balkánském poloostrově velkovévoda Nikolaj Nikolajevič vydal rozkaz č. 40 o zřízení Bulharské domobrany. Car Alexandr II. schválil „Pravidla pro zřízení bulharské domobrany“. Jejím hlavním úkolem bylo poskytovat pomoc ruským jednotkám zejména udržováním pořádku na osvobozeném bulharském území.
Na konci dubna téhož roku byli opolčenci přemístěni do Ploješti, kde se k nim přidalo mnoho dobrovolníků ze srbsko-turecké války. Bylo zformováno šest praporů. Před nasazením do války dosáhl počet opolčenců 7 400. Na druhé straně nebylo možno vytvořit plánované jízdní setniny. Později, na začátku války v létě 1877, vzniklo dalších šest praporů.
Výběr dobrovolníků provedla Komise pro přijímání dobrovolníků, která hodnotila vhodnost uchazečů o vojenskou službu. Do řad opolčenců byli přijímáni bulharští dobrovolníci ve věku od 14 do 65 let, především z řad zkušených bojovníků – účastníků národně osvobozeneckého hnutí a srbsko-turecké války v roce 1876. Při náboru dobrovolníků pomáhala Bulharská ústřední dobročinná společnost v Rumunsku a slovanské charitativní výbory v Rusku. Opolčenci měli práva příslušníků ruské carské armády.

## Struktura
Generálmajor Nikolaj Stoletov byl jmenován náčelníkem bulharské domobrany. Náčelníkem štábu byl plukovník Jefim Rinkevič. Byli jmenováni štábní důstojníci – plukovník Engelhart, podplukovník Fjodor de Preradović a další. Pokud jde o počet, měli opolčenci sílu posílené pěchotní divize ve válečných stavech. Tvořili tři opolčenecké brigády, z nichž každá se skládala ze dvou opolčeneckých praporů po pěti rotách. K tomu bylo dalších šest samostatných praporů vytvořených později.

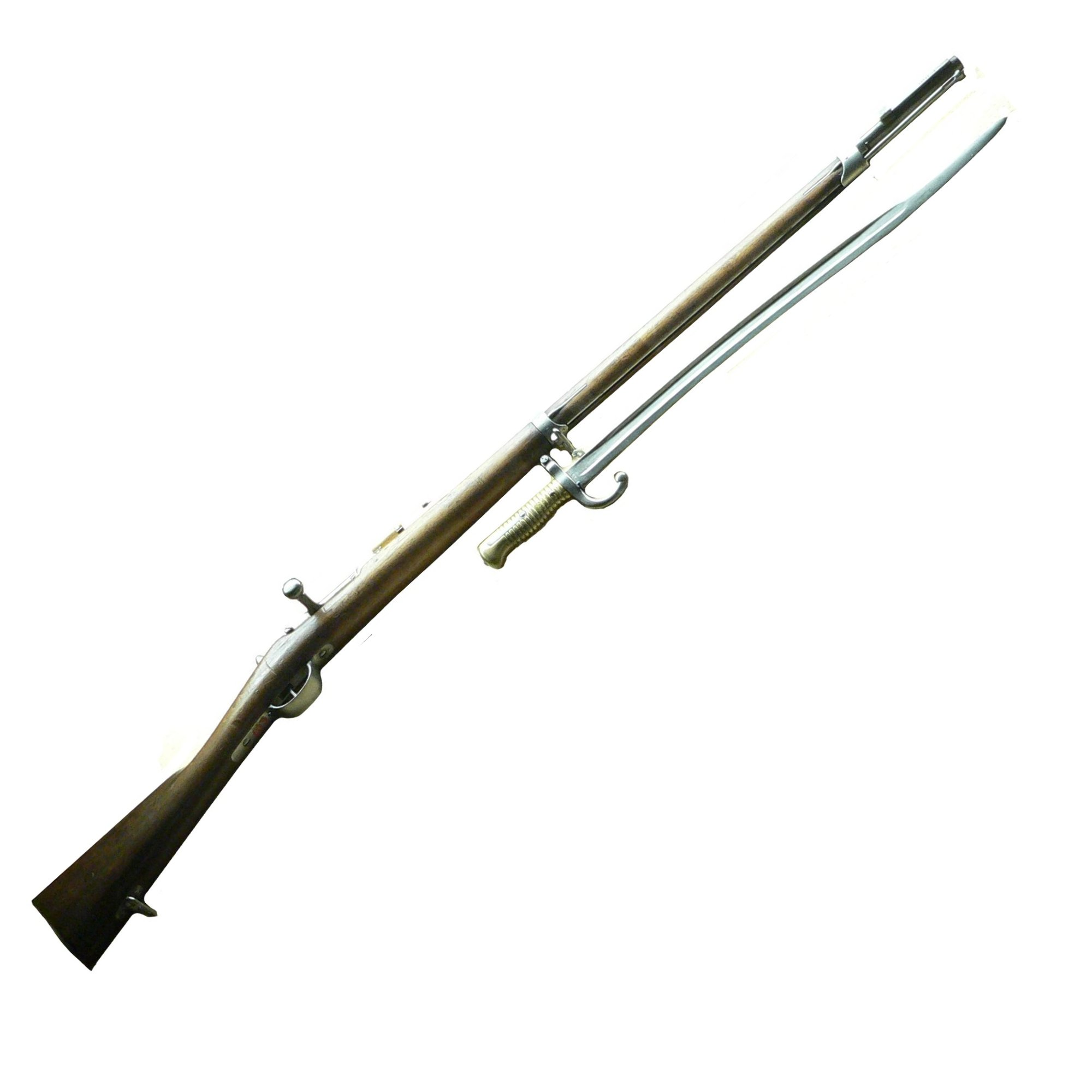
Puška chassepot model 1866 se bodákem

Složení jednotek bulharských opolčenců:
- 1. opolčenecká brigáda pod velením plukovníka Korsakova, plukovníka Fjodora de Preradoviće, složená z:
  - 1. opolčenecká rota pod velením podplukovníka Konstantina Kesjakova
  - 2. opolčenecký prapor pod velením majora Kurťanova
- 2. opolčenecká brigáda pod velením plukovníka Leonida Vyazemského ve složení:
  - 3. opolčenecká rota pod velením podplukovníka Pavla Kalitina, majora Konstantina Čiljaeva
  - 4. opolčenecký prapor pod velením majora Petra Redkina
- 3. opolčenecká brigáda pod velením plukovníka Michaila Tolstého ve složení:
  - 5. opolčenecká rota pod velením podplukovníka Konstantina Niščenka, majora Pavla Popova
  - 6. opolčenecký prapor pod velením majora Beljajeva
- Samostatné prapory:
  - 7. opolčenecká rota pod velením podplukovníka Tiesenhausena
  - 8. opolčenecká rota pod velením štábního kapitána Merčanského
  - 9. opolčenecký prapor pod velením podplukovníka Lvova
  - 10. opolčenecký prapor pod velením majora Dorschlunga
  - 11. opolčenecká rota pod velením podplukovníka Gasparevského,
  - 12. opolčenecký prapor pod velením majora Korniloveče.

Velitelský štáb tvořilo celkem 136 důstojníků. Mezi nimi byli bulharští nižší a vyšší důstojníci v řádné službě u ruské armády:
- podplukovník Konstantin Kesjakov
- kapitán Rajčo Nikolov
- poručíci Petăr Alexiev, Delev, Petko Stojanov, Konstantin Šivarov, Atanas Uzunov, Dimităr Filov, Danail Nikolaev, Stefan Ljubomski
- poručíci Stefan Kisov, Avram Gudžev, Olimpij Panov a Kosta Panica

Byli jmenováni lékaři, mezi nimiž byli Bulhaři Konstantin Bonev, Sava Mirkov, Konstantin Vezenkov, Andrej Bogdanov, Ivan Panov, Jakov Petkovič.
Opolčenci prošli systematickým vojenským výcvikem pod přímým velením ruských důstojníků. Byli vyzbrojeni ručními palnými zbraněmi (puškou chassepot model 1866 s bodákem). Dodávka byla hrazena z rozpočtu ministerstva války a moskevského slovanského výboru.

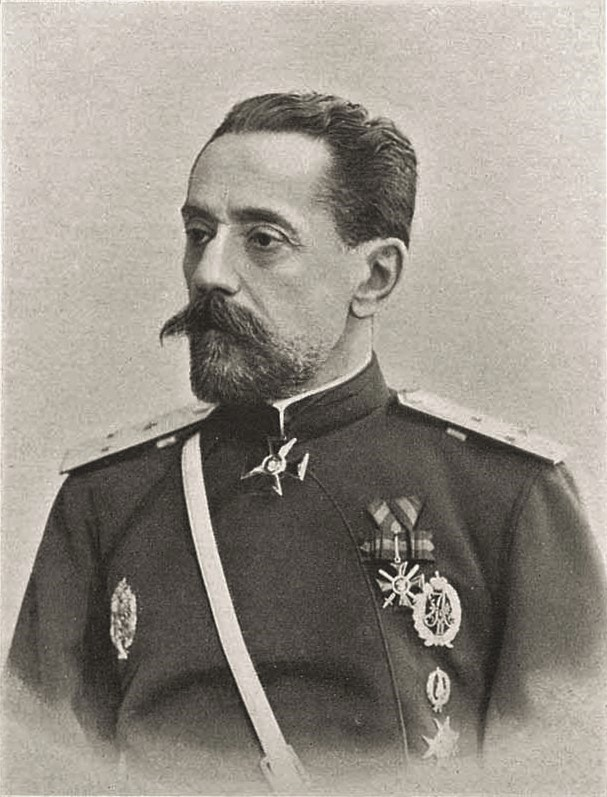
Plukovník Leonid Vjazemskij, velitel 2. opolčenecké brigády
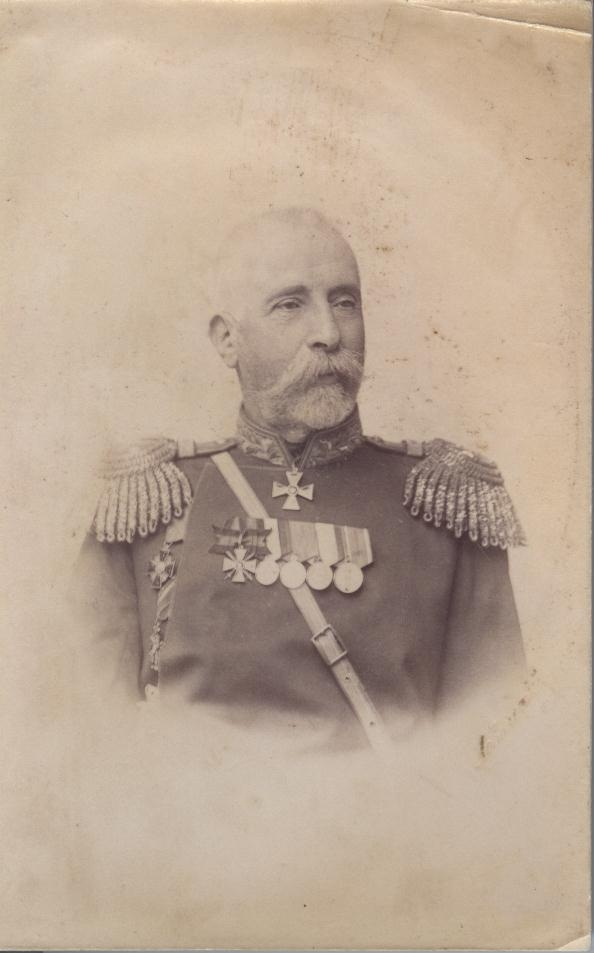
Podplukovník Konstantin Kesjakov, velitel 1. opolčeneckého praporu
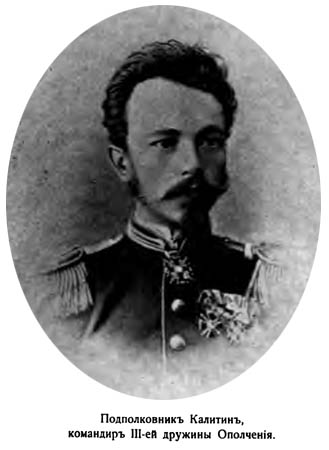
Podplukovník Pavel Kalitin, velitel 3. opolčenecké roty
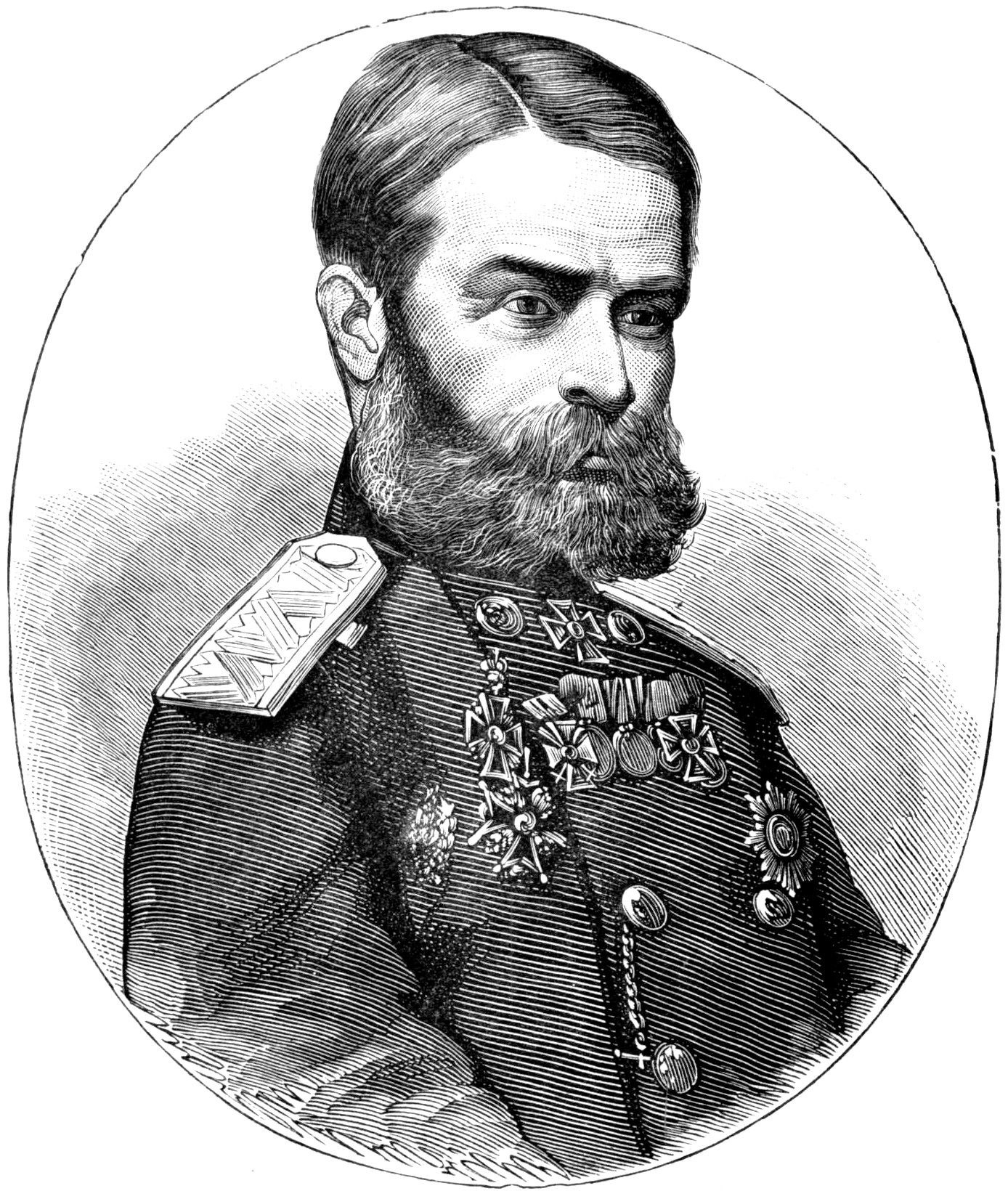
Generálmajor Valerian Děrožinskij
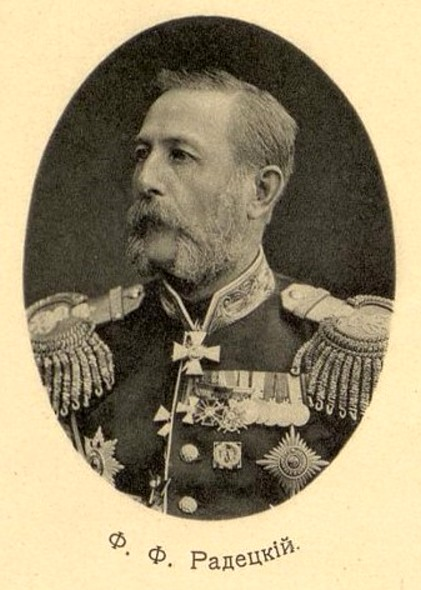
Generálporučík Fjodor Raděckij
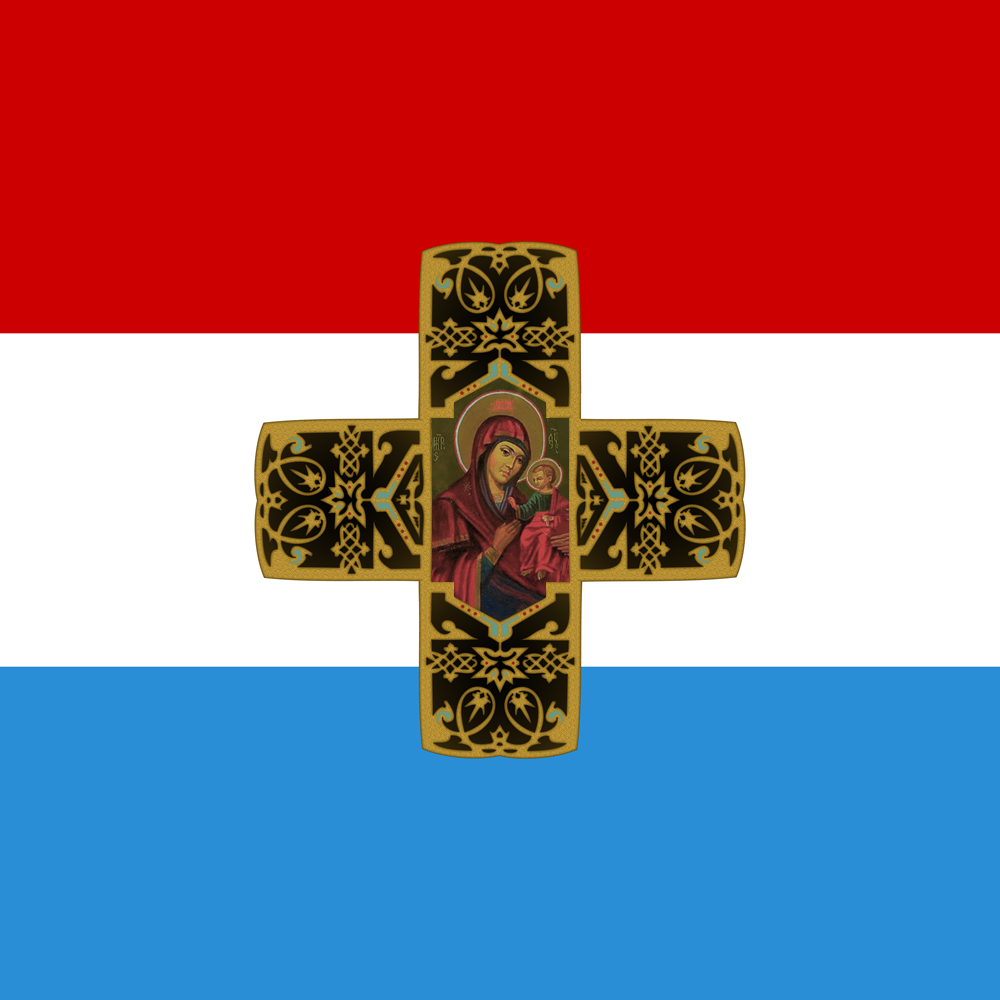
Samarský prapor, oficiální prapor bulharských opolčenců
Prapor bulharských opolčenců, prototyp bulharské státní vlajky, ušitá Stilijanou Paraskevovou

## Samarský prapor
Obyvatelé ruského města Samara předali bulharským opolčencům vojenský prapor nazývaný podle města Samarský prapor. Byl vyroben v roce 1876 a byl určen účastníkům dubnového povstání v Bulharsku.
Prapor byl předán 6. květnajul. 1877 v táboře opolčenců poblíž Ploješti tehdy slavné 3. rotě 3. opolčenckého praporu, kterému velel podplukovník Pavel Kalitin, ruským politikem a slavjanofilem hrabětem Pjotrem Alabinem a Jefimem Koževnikovem. Zobrazuje „Iberskou Matku Boží“ a bratry Cyrila a Metoděje.

## Účast na bojových akcích

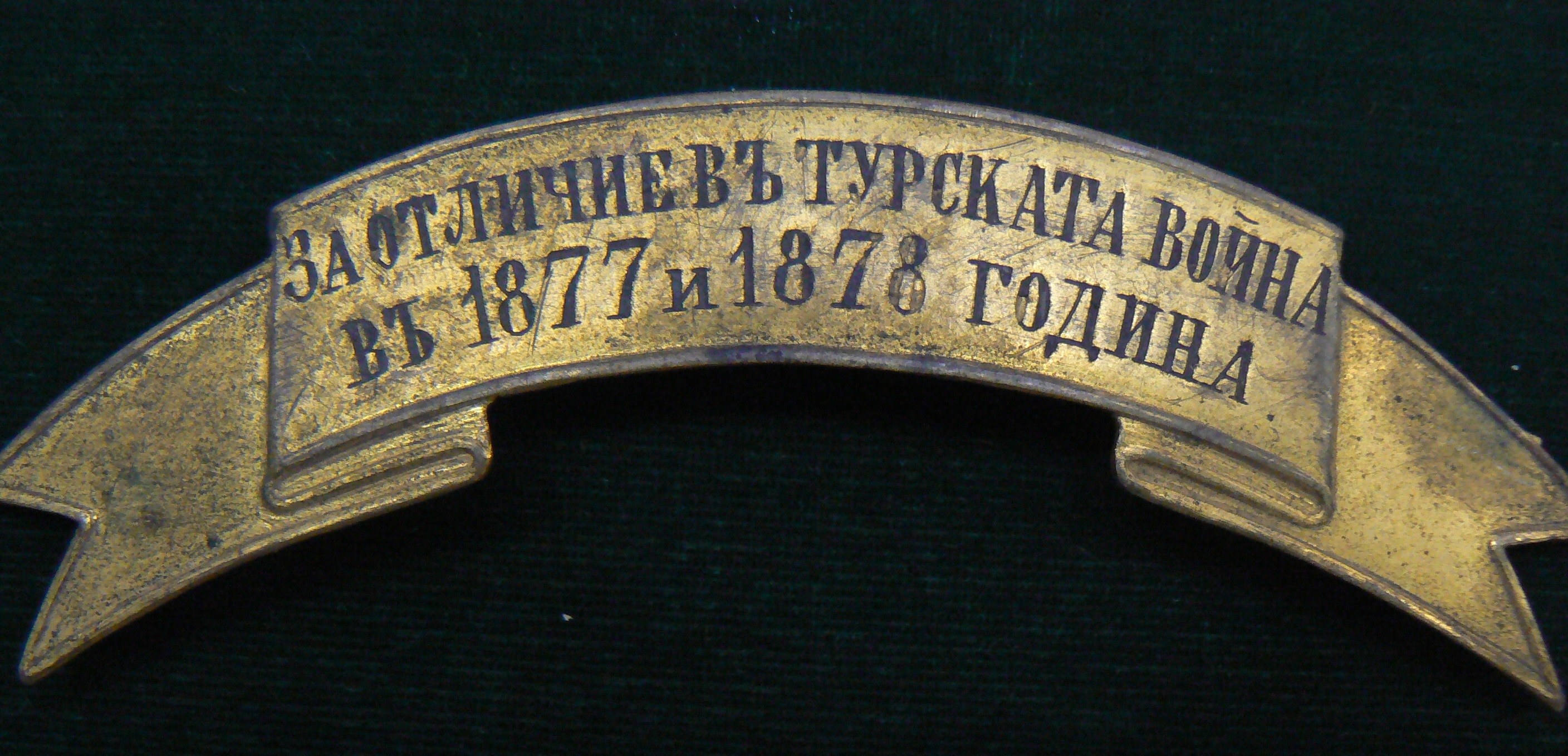
Čepicový odznak „Za zásluhy v turecké válce v letech 1877 a 1878“

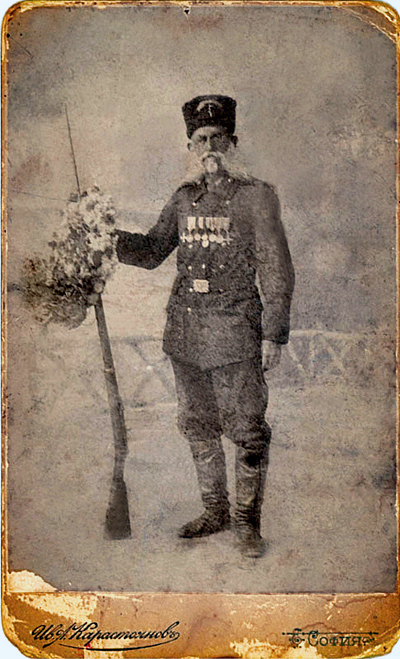
Nikola Korčev, opolčenec 3. roty 3. opolčeneckého praporu

Ruské velení opolčence původně vyhradilo jako pomocné konvoje proviantnímu veliteli. Spadali pod velení knížete Vladimíra Čerkasského. Dobrá příprava opolčenců, nadšení a touha po přímé účasti na bojových akcích původní záměr změnily. Opolčenci byli nakonec považováni za efektivní bojovou formaci. Byli přiděleni do sestavy předního odřadu pod velením generálporučíka Josifa Gurka.
Na konci května opustili opolčenci Ploješť a s předvojem překročili 22. červnajul. Dunaj u Svištova, o tři dny později vstoupili do Trnova a poté překročili Starou planinu. Na jejím jižní podhůří vstoupili 4.–5. červencejul. do svých prvních vážných bitev – poblíž vesnic Uflanli a Kazanlak. Podíleli se na bitvách u Nové Zagory, bitvě u Džuranli a obraně Staré Zagory.  Po překročení Dunaje začalo formování šesti nových praporů a nakonec počet opolčenců přesáhl 10 000.
Na začátku srpna 1877 byli přiděleni k Šipskému odřadu Společně s 35. brjanským pěším plukem a 36. orelským pěším plukem nesli od 9. do 11. srpnajul. 1877 hlavní tíhu bitev u Šipky. Mezi 12. a 24. srpnemjul. byl stažen z pozice do Gabrova za účelem obnovení a přezbrojení.
Pod vedením generálporučíka Fjodora Raděckého se účastnili zimního přechodu balkánských hor, bitvy v průsmyku Himitli, Šejnovské bitvy a porážky Střední turecké armády. V sestavě východního odřadu se podíleli se na vyčištění východního Bulharska od zbytků osmanských vojsk, čerkeské kavalérie a bašibozuků.
Bulharští opolčenci svou pozoruhodnou účastí ve válce prokázali vysoké vojenské ctnosti bulharského národního obrození. Básník Ivan Vazov jim zasvětil svou slavnou ódu Opolčenci na Šipce.

## Po osvobození
28. lednajul. 1878 se velitelem sboru stal generálmajor Vadim David a náčelníkem štábu plukovník Fjodor Keller. Pod jejich vedením byly jednotky opolčenců transformovány v bulharskou armádu (Rusko-turecká válka (1828–1829)). Na základě rozkazu č. 13 z 15. červencejul. 1878 bylo 12 praporů bulharských opolčenců vyčleněno z ruské armády a přejmenováno na pěší prapory bulharské armády.
Po osvobození Bulharska se demobilizovaným opolčencům říkalo opolčenci-pobornici.

## Galerie

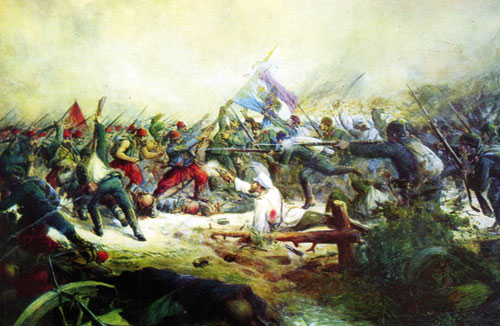
Petăr Morozov: Boj o samarskou o vlajku poblíž Staré Zagory
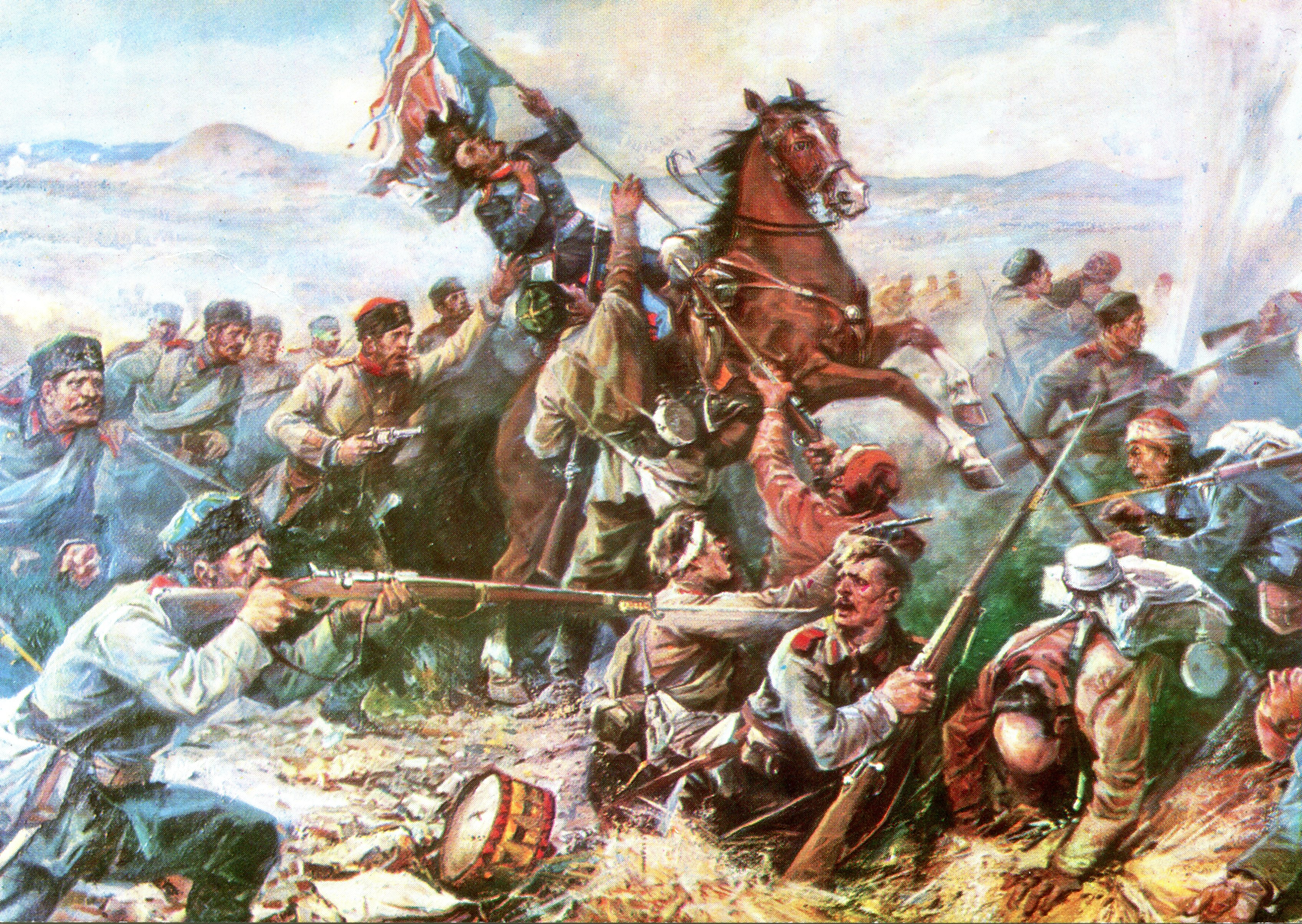
Boj za záchranu vlajky Samary a smrt podplukovníka Pavla Kalitina
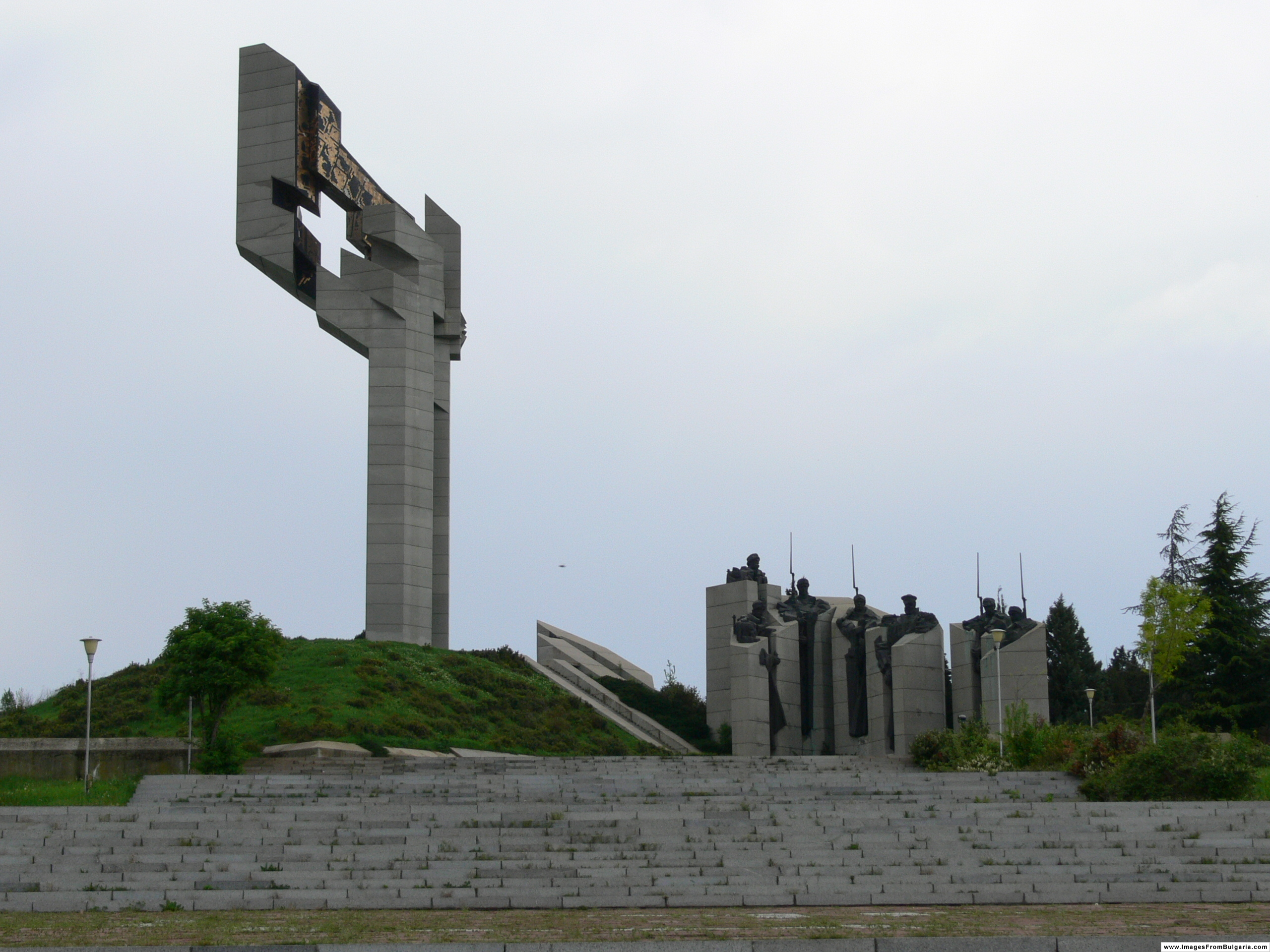
Památník Obránci Staré Zagory
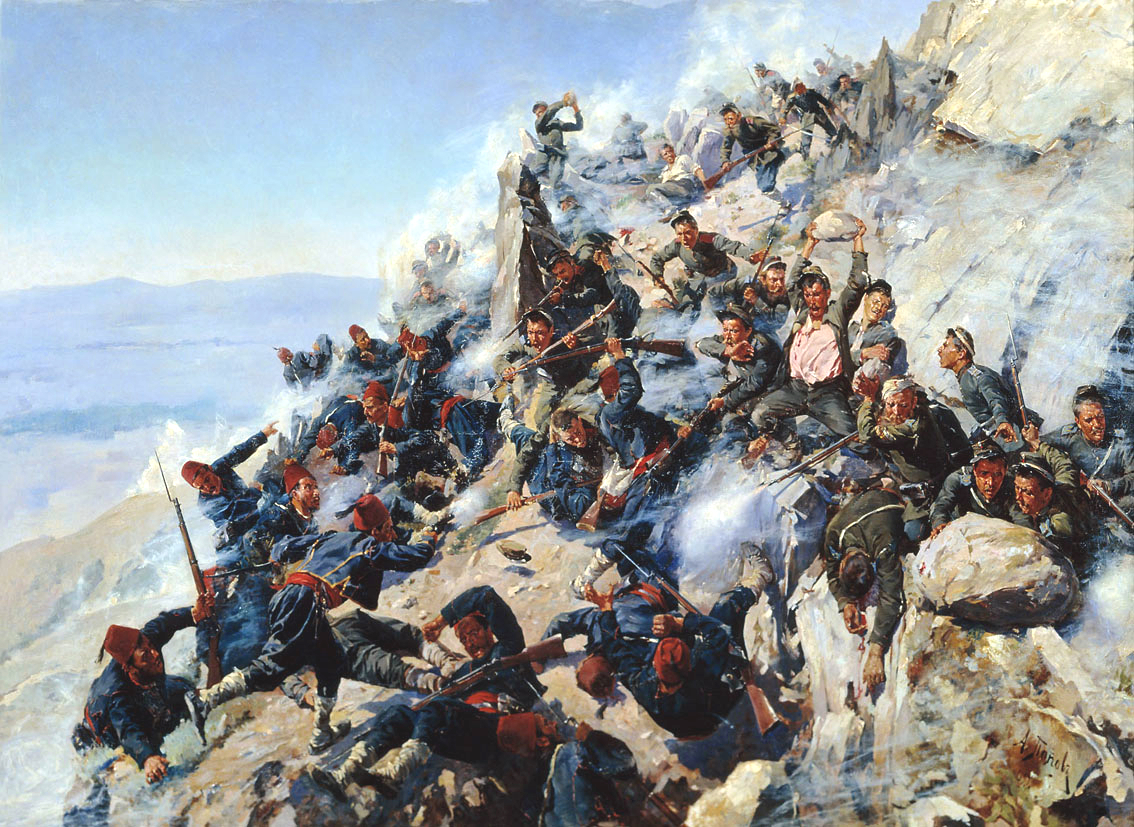
Alexej Popov: Obrana „Orlího hnízda“ 12. srpna 1877
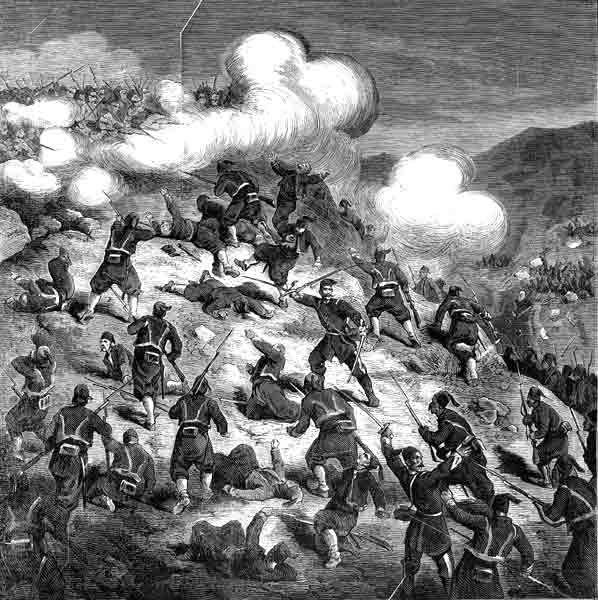
K. Kryžanovskij: Odražení tureckého útoku na vrchol Šipky (rytina)
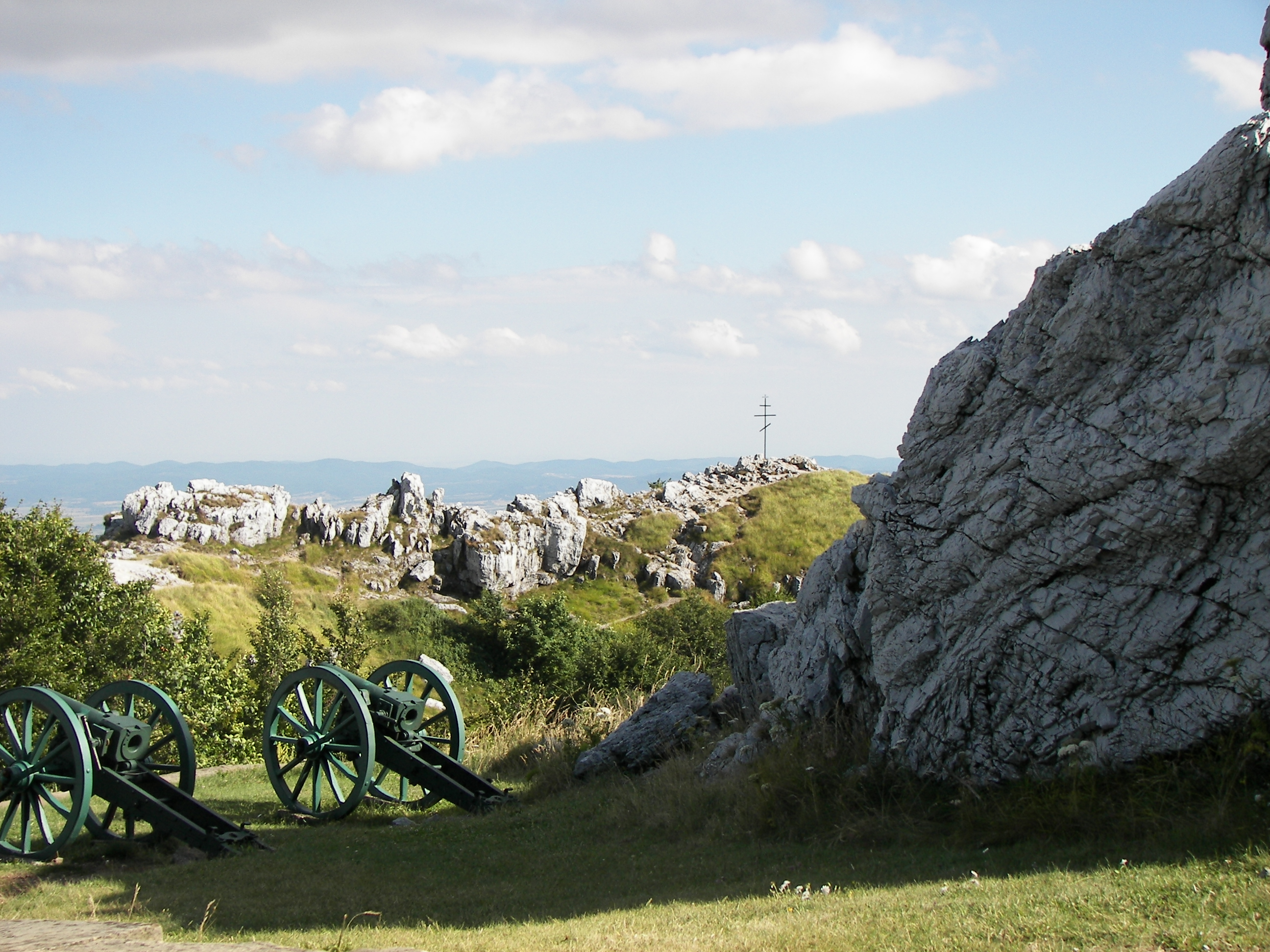
Pozice na vrcholu Šipky
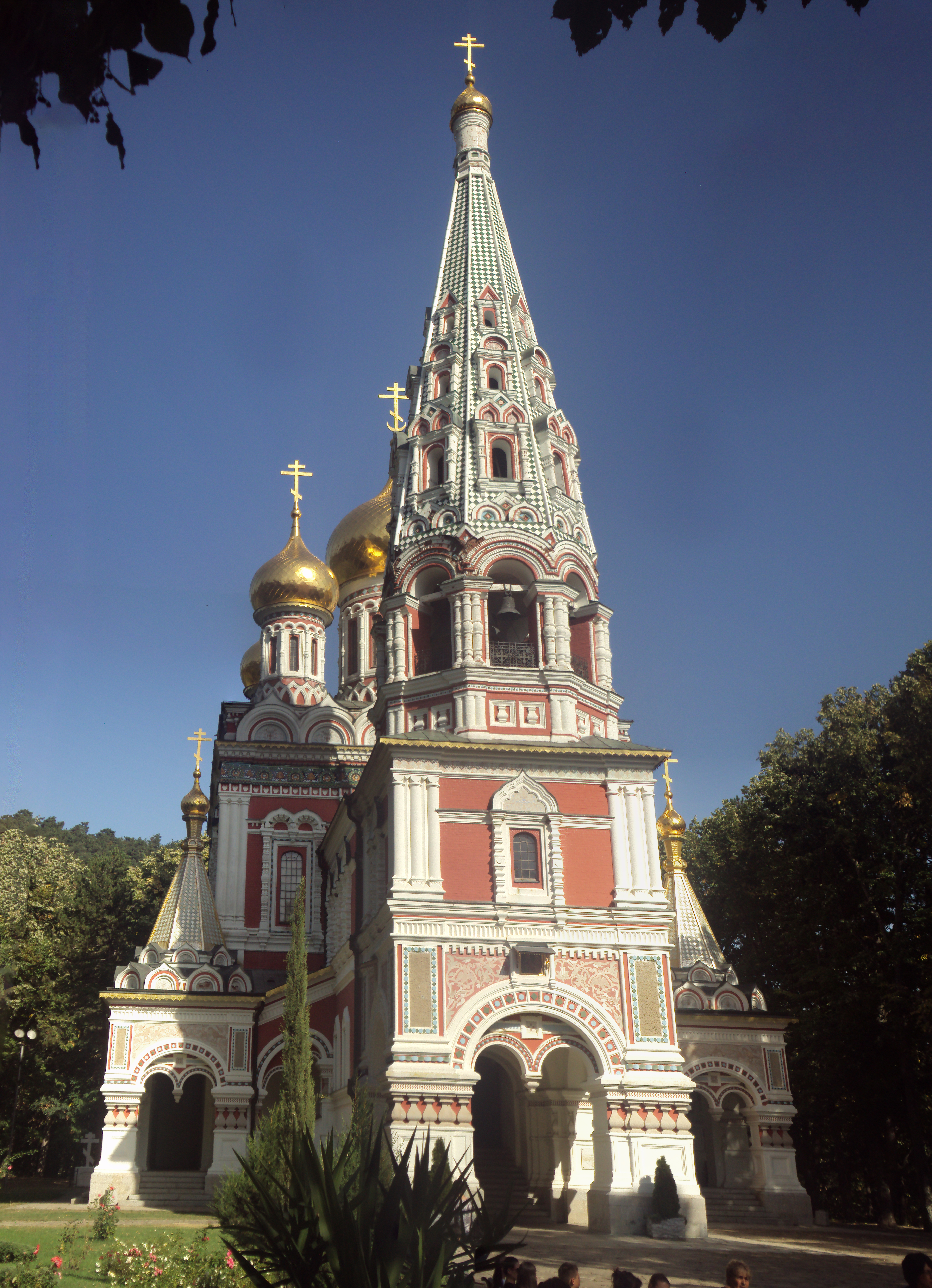
Kostel Kristova narození poblíž města Šipka
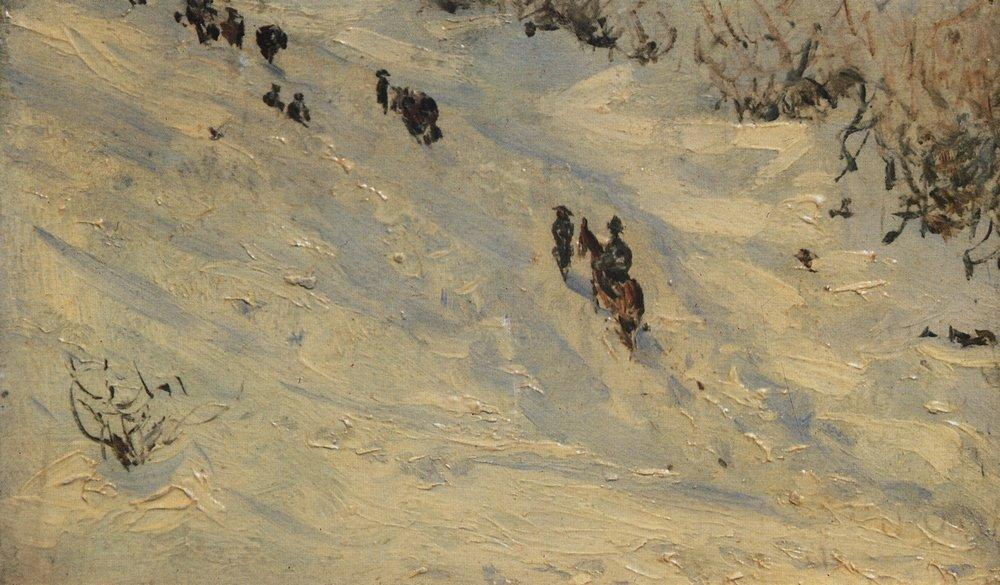
Vasilij Vereščagin: Postup kolony generálmajora Michaila Skobeleva balkánskými horami
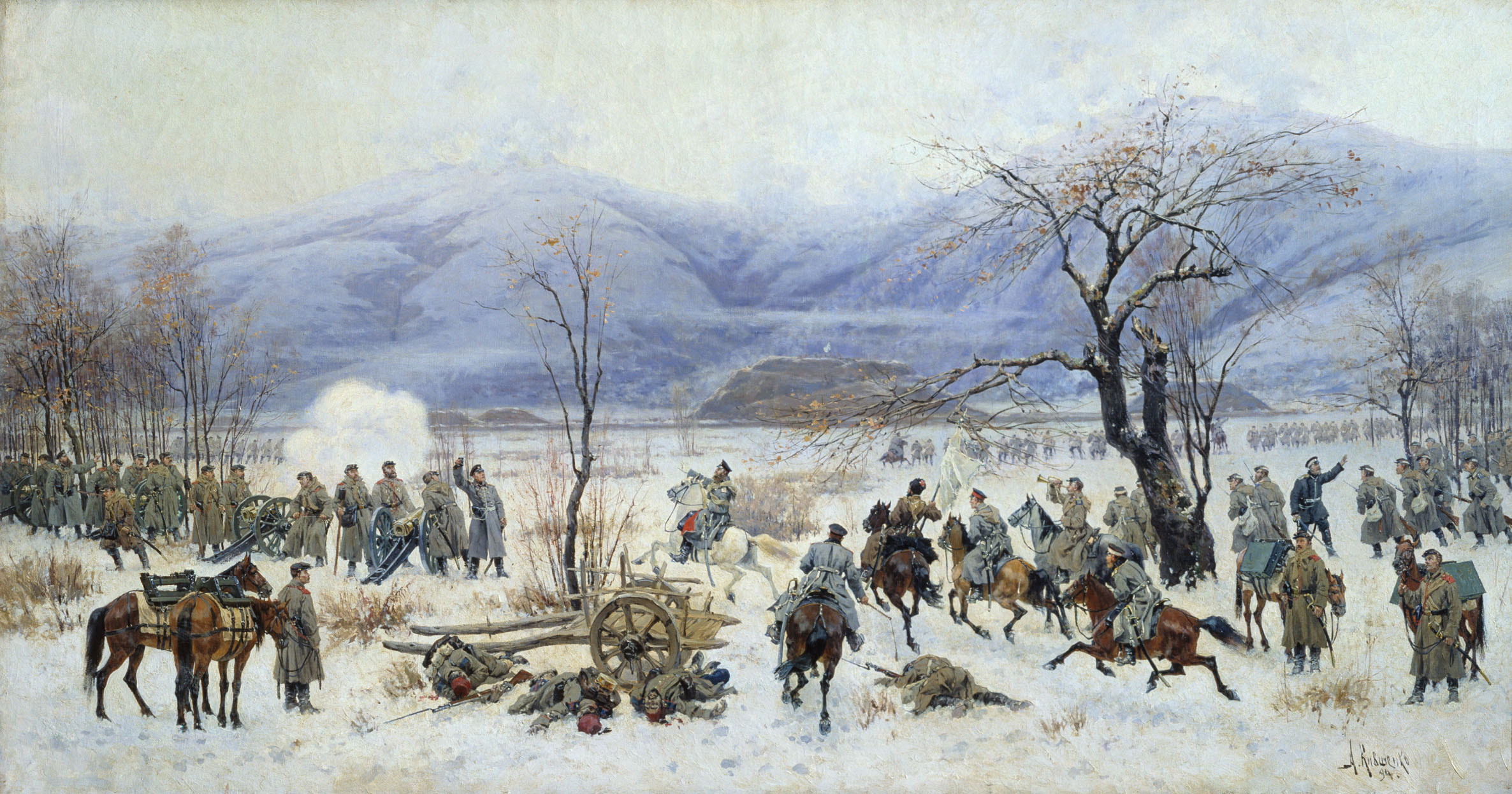
Alexej Kivšenko: Bitva u Šipky-Šejnova
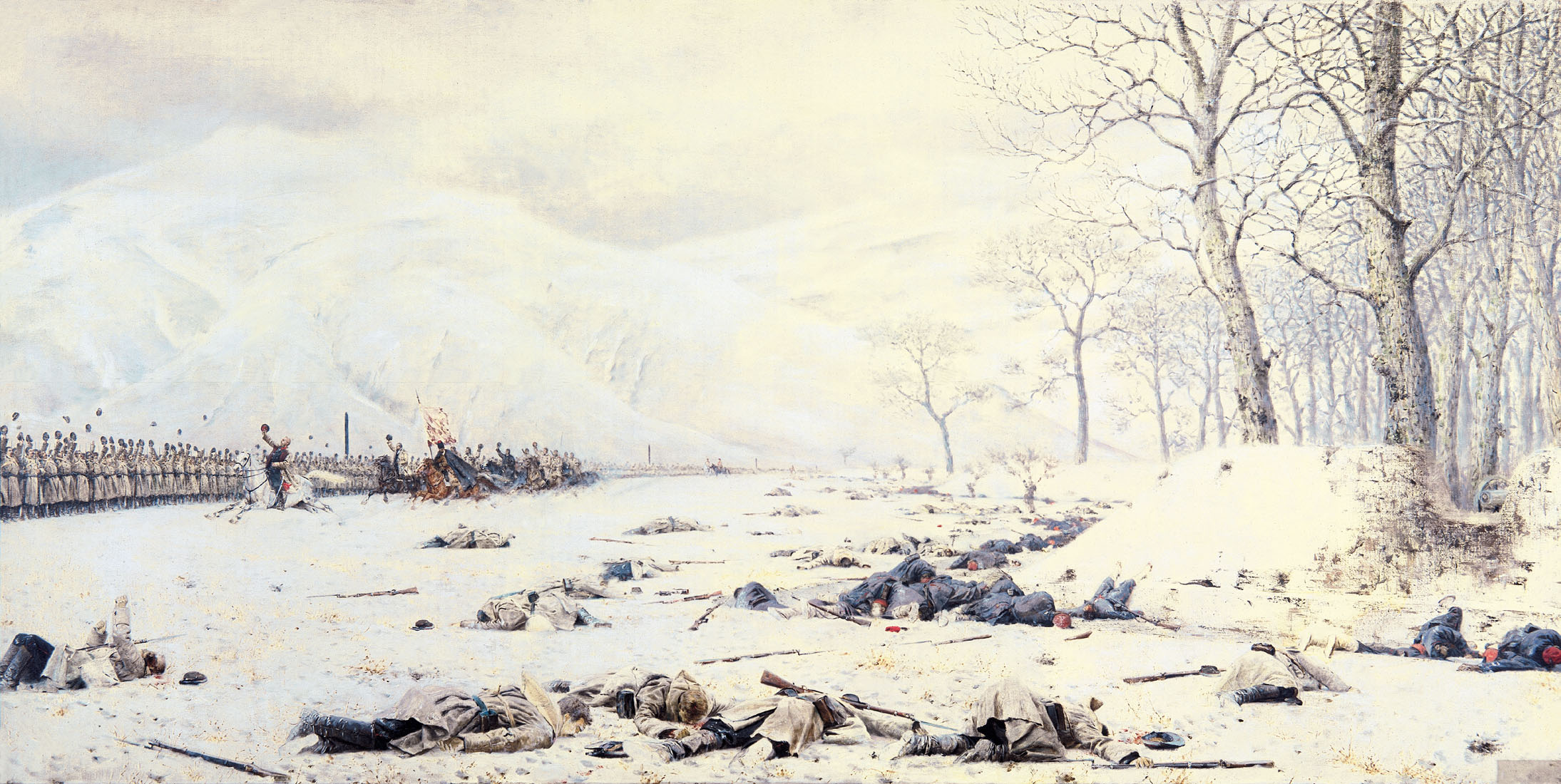
Vasilij Vereščagin: Bojiště poblíž Šejnova
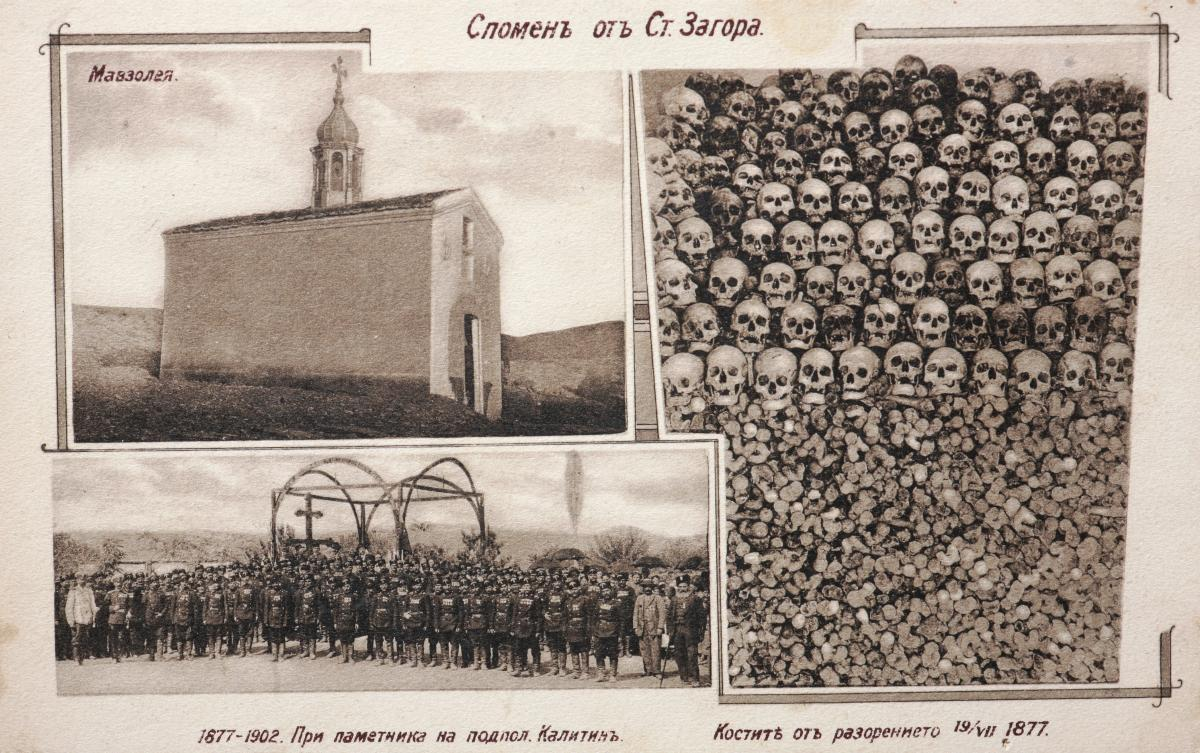
Pohlednice ze Staré Zagory
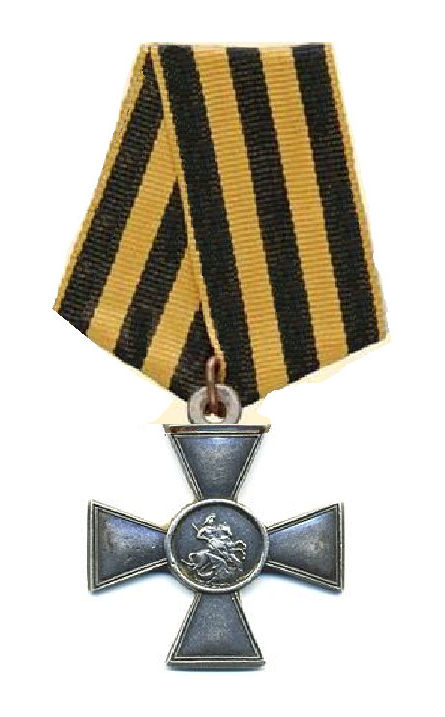
Kříž sv. Jiří „Za chrabrost“
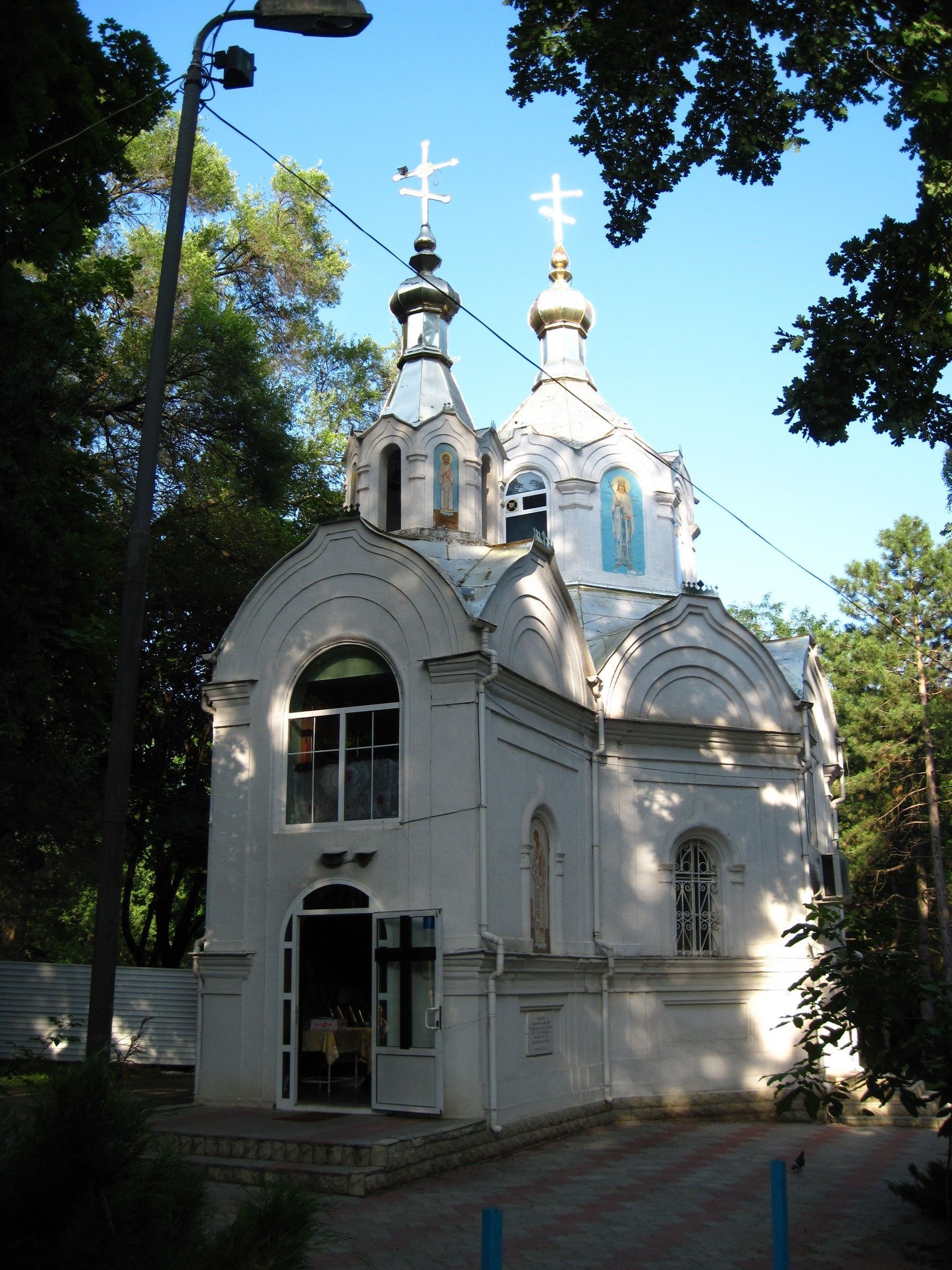
Kaple svatého Alexandra Něvského v Kišiněvě, zasvěcená opolčencům a vítězství ve válce.
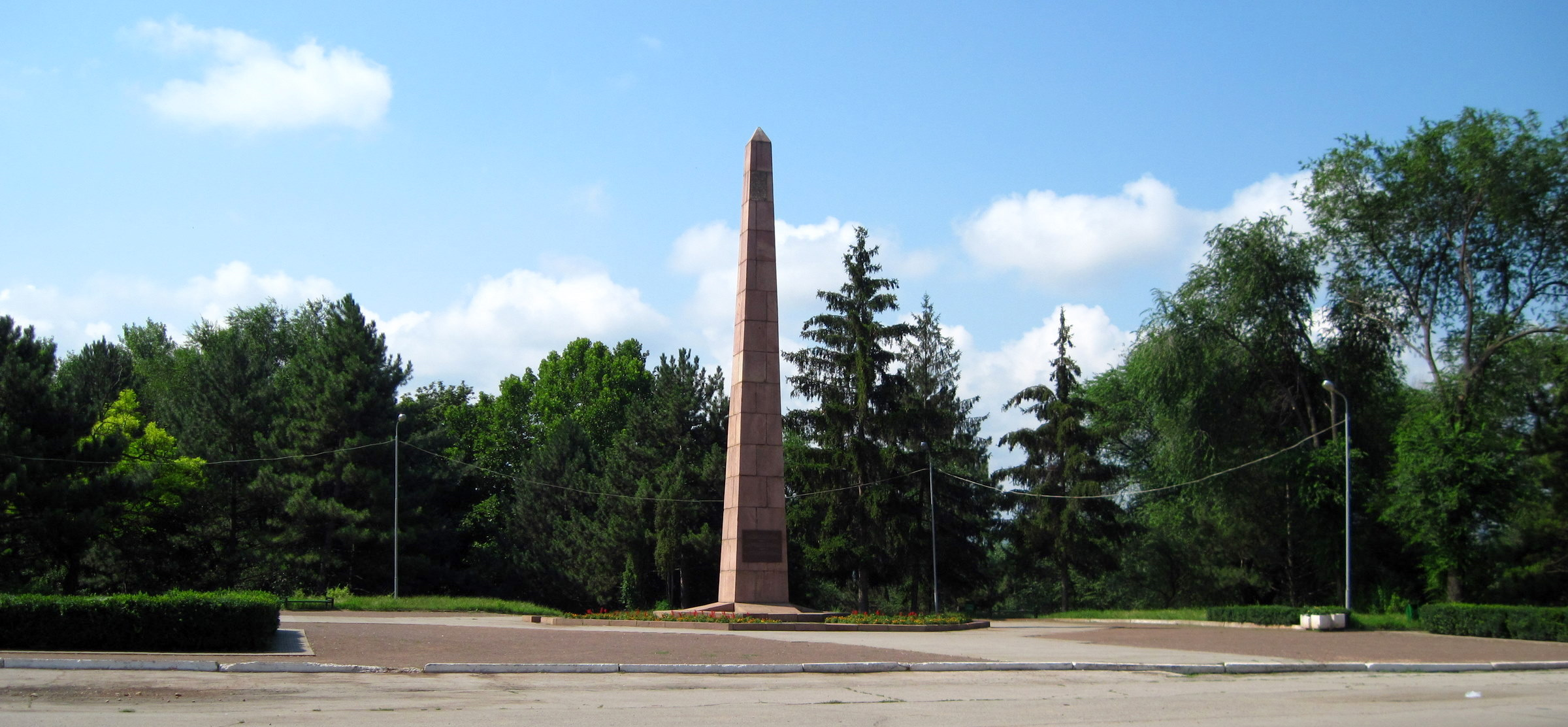
Obelisk v Kišiněvě na památku prvním jednotkám zformovaným ve městě
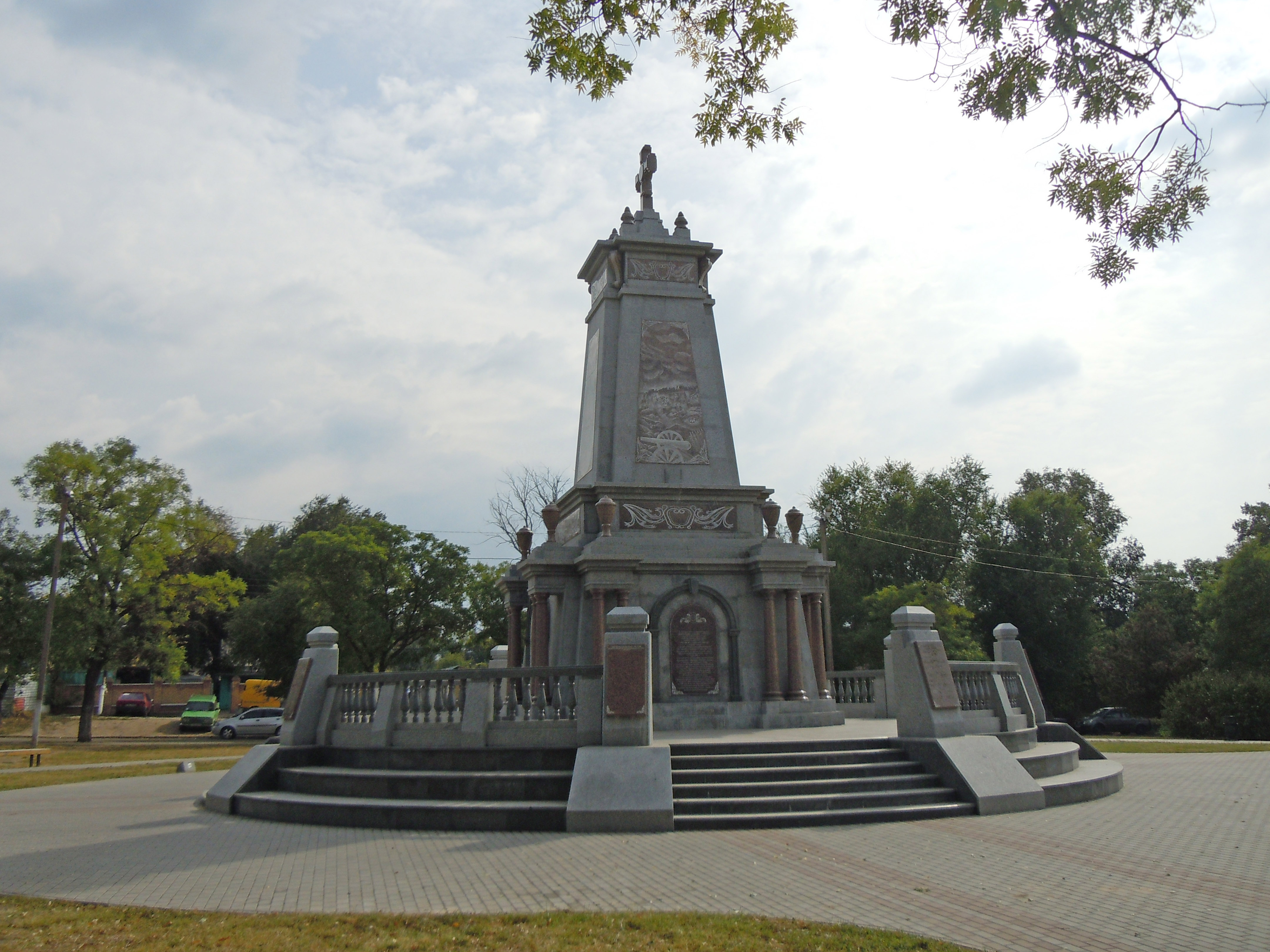
Pomník bulharských dobrovolníků v Bolhradu
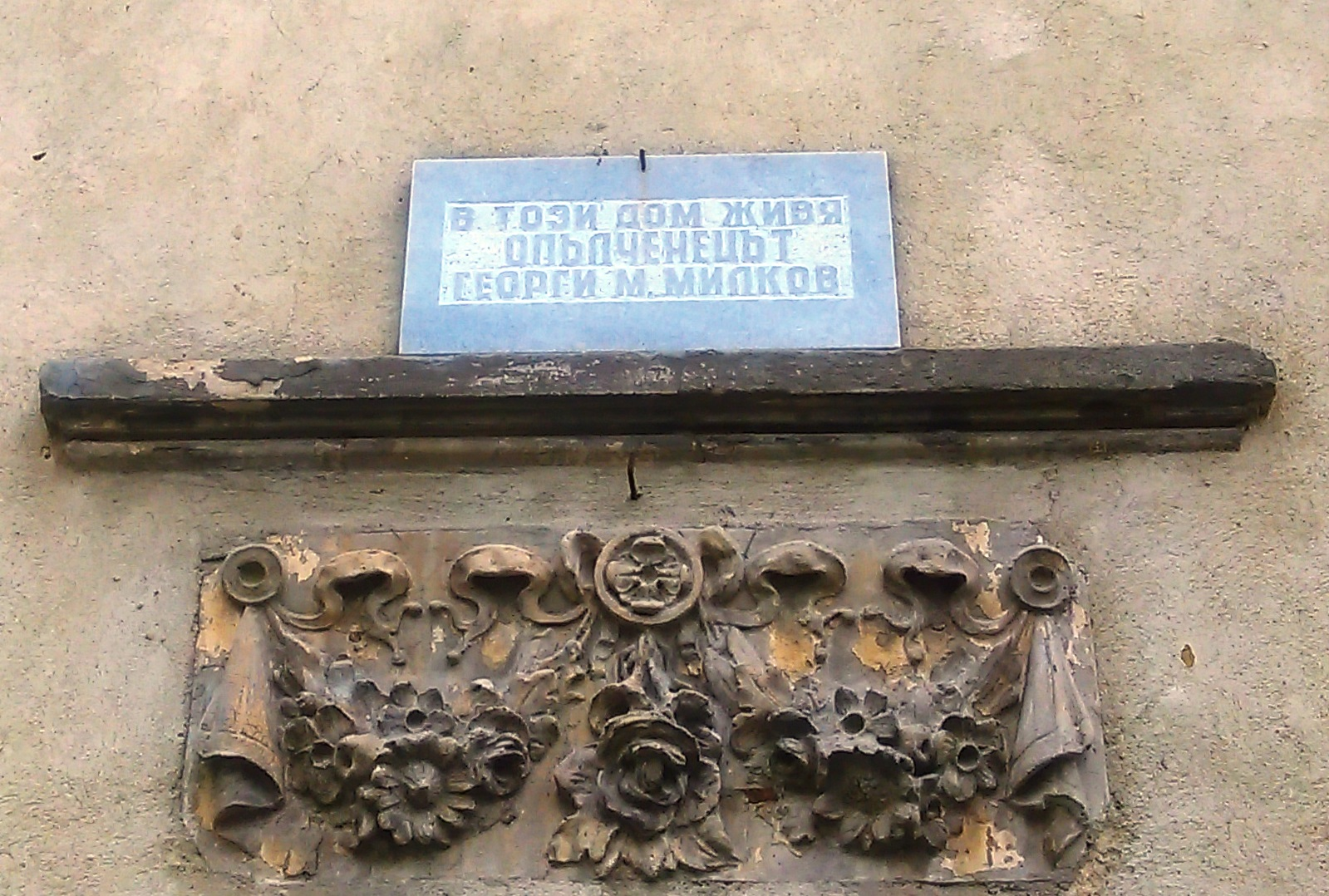
Pamětní deska na domě opolčence Georgi M. Milkova ve Varně
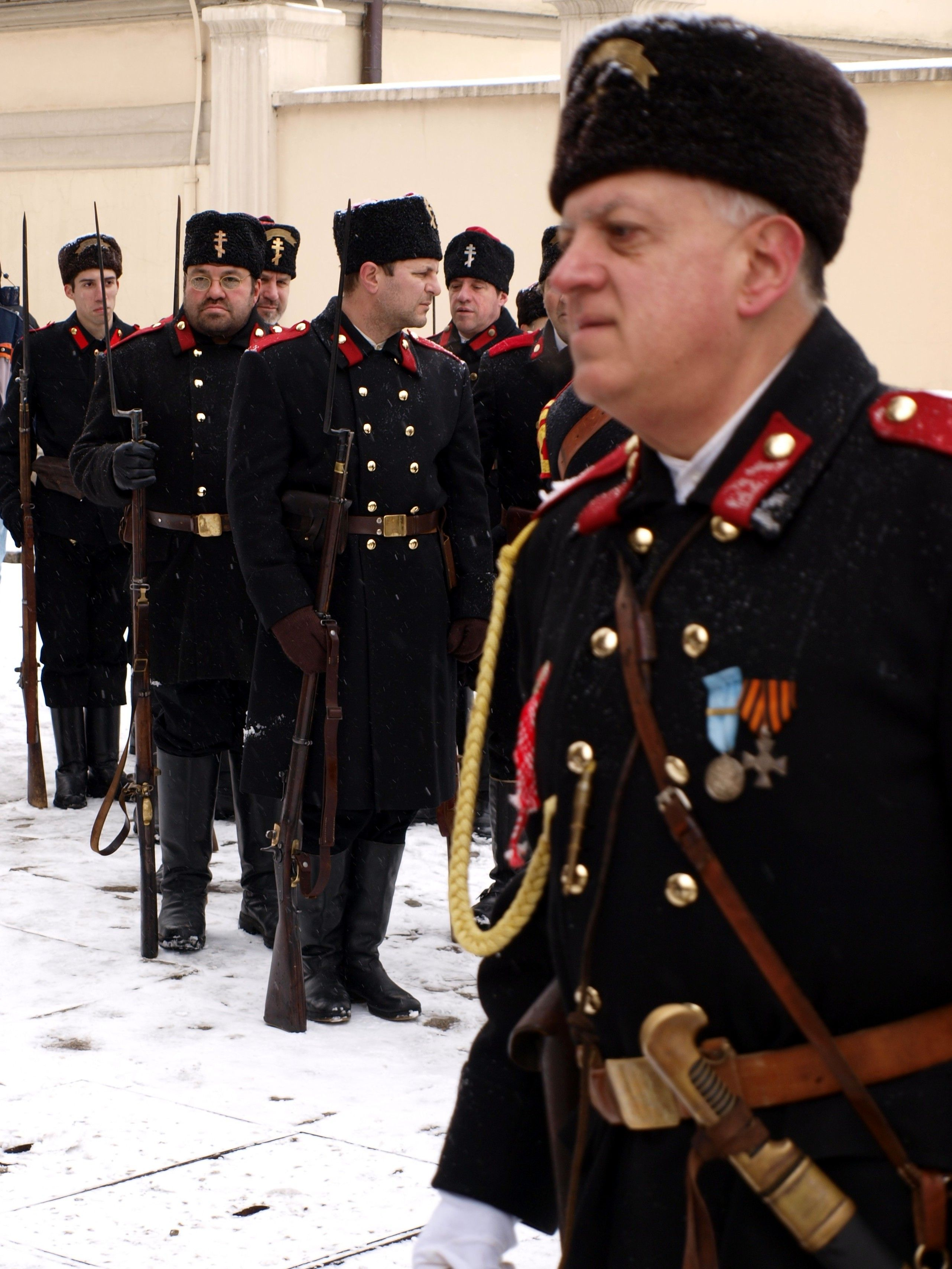
Členové vlasteneckého spolku „Tradice“ v uniformách bulharských opolčenců